# Sân bay Luang Namtha
Sân bay Luang Namtha (IATA: LXG, ICAO: VLLN) là một sân bay ở Lào, cách thành phố Luang Namtha 6 km về phía nam. Sân bay đã bị đóng cửa từ năm 2006 đến năm 2008 để cải tạo mở rộng các đường băng từ 1.200 đến 1.600 mét, cho phép các máy bay lớn hơn như ATR 72 sử dụng sân bay và xây dựng một nhà ga hành khách 700 m² mới.

## Hãng hàng không và các điểm đến
| Hãng hàng không | Các điểm đến |
| --------------- | ------------ |
| Lao Airlines    | Viêng Chăn   |
| Lao Skyway      | Viêng Chăn   |

## Bên ngoài đường dẫn
Tư liệu liên quan tới Louangnamtha Airport tại Wikimedia Commons
- Dữ liệu hàng không thế giới thông tin về sân bay cho VLLN
- Thông tin sân bay xuống đường Tròn Lớn máy bức xạ